# Ветлин
Ветлин (пол. Wietlin) — село у Польщі, у гміні Ляшки Ярославського повіту Підкарпатського воєводства. Знаходиться в Надсянні, на відстані 10 км на схід від Ярослава. Населення — 957 осіб (2011).

## Історія
У середні віки село належало до міста Ярослава, знаходилось у Перемишльській землі Руського воєводства.
У 1819 р. звели муровану церкву Різдва Пресвятої Богородиці, належала до Ярославського деканату Перемишльської єпархії.
Відповідно до «Географічного словника Королівства Польського» село належало до Ярославського повіту, знаходилося при дорозі з Ярослава до Бобрівки над патоком Шкло на висоті 185 м над рівнем моря. Була мурована греко-католицька парафіяльна церква. На 1895 р. в селі разом з фільварком графа Замойського і селищем Дрезина було 285 будинків і 1538 мешканців (533 римо-католики, 923 греко-католики і 82 юдеї)..
Після окупації поляками Галичини село входило до Ярославського повіту Львівського воєводства Польщі, а після укрупнення ґмін 1 серпня 1934 року включене до ґміни Муніна. На 01.01.1939 в селі проживало 2340 мешканців, з них 1980 українців-грекокатоликів, 40 українців-римокатоликів, 90 поляків, 150 польських колоністів міжвоєнного періоду (у присілку Дрисина), 80 євреїв. Після анексії СРСР Західної України в 1939 році село включене до Ляшківського району Львівської області.
16 серпня 1945 року Москва підписала й опублікувала офіційно договір з Польщею про встановлення лінії Керзона українсько-польським кордоном. Українці не могли протистояти антиукраїнському терору після Другої світової війни. Частину добровільно-примусово виселили в СРСР (1118 осіб — 278 родин). Решта українців попала в 1947 році під етнічну чистку під час проведення Операції «Вісла», вони були вбиті, ув'язнені та депортовані (439 осіб) на понімецькі землі у західній та північній частині польської держави, що до 1945 належали Німеччині. Церкву переобладнали на костел.
У 1975—1998 роках село належало до Перемишльського воєводства.

## Демографія
Демографічна структура станом на 31 березня 2011 року:
|          | Загалом | Допрацездатний вік | Працездатний вік | Постпрацездатний вік |
| -------- | ------- | ------------------ | ---------------- | -------------------- |
| Чоловіки | 480     | 121                | 318              | 41                   |
| Жінки    | 477     | 118                | 263              | 96                   |
| Разом    | 957     | 239                | 581              | 137                  |

## Відомі люди
- Ґовда Михайло (1874—1953) — український поет,
- Сич Дмитро (? — 8 січня 1890) — український селянин, посол до Галицького сейму.[10]